# 連培型
連培型（？—？），江西省建昌府南城縣人，清朝政治人物、同進士出身。
光緒十五年（1889年），参加光緒己丑科殿試，登進士三甲70名。同年五月，著主事，分部学习。